# De Smurfen in Pililut
De Smurfen in Pililut is het 32ste stripalbum uit de reeks De Smurfen. De Nederlandstalige versie verscheen in 2013 bij Standaard Uitgeverij. Het verhaal werd geschreven door Alain Jost en Thierry Culliford en getekend door Pascal Garray.
Het verhaal is gebaseerd op Gullivers reizen. Het verhaal bevat een knipoog naar deze roman van Jonathan Swift: het paard van de troubadour die op het einde verschijnt heet Gulliver.

## Verhaal
Nadat enkele Smurfen weer eens achtervolgd zijn door Gargamel, bedenkt Potige Smurf dat het handig zou zijn als ze wat groter waren. Dichtersmurf vindt het een leuk idee voor een poëtisch werk. Het werk valt echter niet in de smaak bij zijn dorpsgenoten. Ze raden hem aan het anders aan te pakken, zodat het een groot publiek kan aanspreken. Dichtersmurf gaat aan de slag en na enkele dagen heeft hij een manuscript klaar. Brilsmurf krijgt de eer om het als eerste te lezen en te beoordelen.
Het verhaal begint op een mooie ochtend waarin enkele Smurfen – Dichtersmurf, Brilsmurf, Potige Smurf, Smulsmurf, Knutselsmurf en Muzieksmurf – een boottocht gaan maken. Doordat de Smurfendam op de rivier tijdelijk openstaat, dwaalt de boot snel af van het dorp. De boot vaart recht op een waterval af. De onzinkbare boot komt zonder al te veel problemen van de waterval af, maar Dichtersmurf is in het water gevallen. Hij kan niet goed zwemmen en geraakt slechts met grote moeite aan wal, waar hij onmiddellijk van uitputting neervalt. De andere Smurfen zetten wat verderop de boot aan de kant.
Wanneer Dichtersmurf wakker wordt, is hij vastgebonden en omringd door - zelfs voor de Smurfen – kleine mannetjes met puntoren en een grammaticaal afwijkend taaltje: Pili's. Ze stellen zich niet erg vredelievend op tegen de Smurf. De andere Smurfen komen na een poosje bij deze plek, waardoor de Pili's het op een lopen zetten, uit schrik voor de blauwe "reuzen". De Smurfen bevrijden Dichtersmurf en gaan dan achter de Pili's aan. Ze komen bij een rots vol gaten, waar de Pili's tijdelijk in wonen – ze verblijven er om eten te vergaren voor Pililut, hun land. Met enige moeite kunnen de Smurfen duidelijk maken dat ze in vrede komen. De Pili's tonen daarop aan de Smurfen hun cultuur, bijvoorbeeld hoe ze eten verzamelen. Door hun geringe lengte gaat dat verzamelen niet zo vlot en de Smurfen helpen hen een handje. Hun smaak wijkt echter drastisch af van die van de Smurfen: de Pili's eten voornamelijk zaden. Ook de muzieksmaak blijkt anders: de muziek die de Muzieksmurf maakt, valt bij hen wél in de smaak.
De volgende dag worden de zaden van de Pili's opgepikt door mussen. De Smurfen jagen de dieren weg en de Pili's raken overtuigd van de voordelen van hun grote vrienden. Nadat die nog hebben geholpen bij enkele moeilijke karweitjes, willen ze vertrekken. Op dat moment komen er twee gezanten uit Pililut met het bericht dat ratten het thuisfront terroriseren. De Smurfen besluiten de Pili's te helpen en gaan mee naar Pililut, waar hun nog meer ontdekkingen over de Pilicultuur wachten.
's Nachts krijgen de Pili's weer bezoek van de ratten. De Smurfen proberen de dieren weg te jagen, maar dat lukt pas goed als Muzieksmurf zijn trompet laat schallen. Daarmee wordt duidelijk hoe de Pili's hun vijanden kunnen verjagen: met muziek. Ze jagen er de dieren mee uit hun tunnels en gooien die vervolgens dicht.
Nu de ratten verjaagd zijn, kunnen de Smurfen terugkeren. Op hun terugweg komen ze Gargamel tegen en voelen ze zich snel genoeg weer klein.
Het verhaal is uit. Brilsmurf legt het tegen een boom en wordt net dan geroepen door Dichtersmurf, die wil weten hoe hij het vindt. Nadat Brilsmurf zijn kritiek heeft geuit, wil Dichtersmurf zijn manuscript terug. Er komt echter net een troubadour langs. Die ziet het manuscript en neemt het geïnteresseerd mee. Dichtersmurf is niet blij, maar Brilsmurf maant hem aan om gewoon opnieuw te beginnen aan iets beters.